# R-2
R-2 (Kod NATO SS-2 Sibling) – radziecki pocisk balistyczny krótkiego zasięgu (SRBM) napędzany silnikiem rakietowym na paliwo ciekłe, powstały jako rozwinięcie pocisku R-1, będącego kopią niemieckiego pocisku V-2. Pocisk posiada kilka udoskonaleń względem R-1 dzięki czemu osiągnięto większy zasięg (600 km), zachowując podobną celność:
- głowicę bojową oddzielającą się od rakiety przed powrotem pocisku w atmosferę ziemską
- zbiorniki paliwa tworzyły główną strukturę nośną pocisku, co zmniejszało masę samej rakiety (w pocisku R-1 zbiorniki paliwa były elementem wewnętrznym rakiety i nie stanowiły jego głównej struktury nośnej)
- moduł kontroli lotu został umieszczony poniżej zbiornika ciekłego tlenu, dzięki czemu był narażony na mniejsze wibracje, a co za tym idzie zwiększona była precyzja kierowania
- wprowadzono radionawigację, dzięki czemu pomimo dwukrotnego wzrostu zasięgu R-2 względem pocisku R-1, udało się zachować celność na podobnym poziomie.